# Django Sissoko
Django Sissoko (1948-2022) là một công chức người Mali, người là thủ tướng của Mali từ tháng 12 năm 2012 đến tháng 9 năm 2013. Ông là Bộ trưởng Bộ Tư pháp từ năm 1984 đến 1988 và sau đó giữ chức Tổng thư ký của Tổng thống, từ năm 1988 đến Năm 1991 và từ 2008 đến 2011. Ông cũng từng là Thanh tra viên từ năm 2011 đến 2012.
Sissoko được bổ nhiệm làm Thủ tướng vào tối ngày 11 tháng 12 năm 2012 ngay sau khi người tiền nhiệm của mình, Cheick Modibo Diarra bị bắt giữ bởi các nhà lãnh đạo của cuộc đảo chính tháng 3 năm 2012; Diarra đã bị buộc phải từ chức.

## Đầu đời
Sissoko đã học Trường Hành chính Quốc gia ở Mali và Đại học Caen của Pháp, Học viện Hành chính Quốc tế và Đại học Rouen.

## Dịch vụ dân sự
Từ năm 1972 đến năm 1979, Sissoko liên tiếp là Phó Giám đốc và Giám đốc Dịch vụ Nhà tù, đồng thời là Giám đốc Nhà tù Trung tâm Bamako, thủ đô của Malian. Sau đó, ông là Giám đốc Quốc gia của Cơ quan Dân sự và Nhân sự từ 1982 đến 1983 và Giám đốc Nội các của Bộ trưởng Bộ Lao động và Dịch vụ Dân sự từ 1983 đến 1984. Sissoko cũng đã làm việc cho IMF, Ngân hàng Thế giới, Ngân hàng Phát triển châu Phi và Ngân hàng Phát triển Hồi giáo.